# هنري هيكس (جراح)
هنري هيكس (بالإنجليزية: Henry Hicks)‏ (و. 1837 – 1899 م) هو جراح، وطبيب، وإحاثي، وعالِم طب العظام، وجيولوجي من المملكة المتحدة لبريطانيا العظمى وأيرلندا، وويلز، كان عضوًا في الجمعية الملكية، توفي عن عمر يناهز 62 عاماً.

## مناصب
تولى منصب قائمة رؤساء جمعية لندن الجيولوجية (1896–1898)
.

## جوائز
حصل على جوائز منها:
- زمالة الجمعية الملكية
- ميدالية بيجسبي [الإنجليزية]‏ (1883)